# Trung Thái Chúng Nhân Khuyến Quy Quốc
Trung Thái Chúng Nhân Khuyến Quy Quốc (中太眾人勸歸國) là vi quốc gia được một chủ nhà hàng nhỏ tên Thang Hậu Thổ (湯厚土) ở thành phố Lệ Thủy, tỉnh Chiết Giang, Trung Quốc công bố vào ngày 12 tháng 11 năm 2008, nhằm né tránh sự kiểm tra của các cơ quan thực thi pháp luật địa phương.

## Tổng quan
Khoảng 10 giờ sáng ngày 12 tháng 11 năm 2008, tổ thực thi pháp luật liên ngành gồm y tế, công thương, công an thành phố Lệ Thủy đã tiến hành một chiến dịch chấn chỉnh "sáu loại hình tiểu công nghiệp" (nhà hàng nhỏ, thẩm mỹ viện, phòng tắm nhỏ, vũ trường nhỏ, khách sạn nhỏ và quán cà phê Internet nhỏ) không đủ điều kiện vệ sinh và chưa được cấp giấy phép vệ sinh, một nhà hàng nhỏ tên là Trung Thái khoái san tiểu sao (中太快餐小炒) nằm gần ga xe lửa ở trung tâm thành phố Lệ Thủy đã bị lực lượng thực thi pháp luật liên ngành xử phạt vì những lý do như điều kiện vệ sinh không đảm bảo và thực tế là nhà hàng này chưa có giấy phép vệ sinh hoặc giấy phép kinh doanh. Thế nhưng trong suốt quá trình cấm đoán, chủ quán tên là Thang Hậu Thổ tuyên bố rằng ông ta đã thành lập một quốc gia độc lập có tên là Trung Thái Chúng Nhân Khuyến Quy Quốc, và lãnh thổ của nó bao gồm một ngôi nhà có diện tích khoảng 40 mét vuông và một khu vực trước nhà, một hồ bơi khoảng 5 mét vuông.
Thang Hậu Thổ cho rằng nhà hàng của mình không còn thuộc thẩm quyền của Cộng hòa Nhân dân Trung Hoa và không chịu sự ràng buộc của luật pháp Trung Quốc, vì vậy ông ấy không cần phải xin giấy chứng nhận. Trên bức tường trong nhà hàng này còn có hình quốc huy được làm đặc biệt. Tức là trên bức tường đối diện với cửa hàng có dán vài tờ giấy, ở giữa có dán một bức tranh. Quốc huy đã chuyển sang màu vàng và có hình tròn, bên ngoài là dòng chữ hình tròn ghi nội dung Trung Thái Chúng Nhân Khuyến Quy Quốc, và bên trong là biểu tượng của "đất nước" này: một bộ sưu tập mặt trời, mặt trăng, các ngôi sao và biểu tượng cơn mưa. Phần dưới của quốc huy được viết một cách ấn tượng: "Quốc hiệu Thang Hậu Thổ" bằng chữ phồn thể. Hai bên quốc huy là đôi câu đối "Huynh đệ tương phùng mua cơm giúp, oán hận khó đòi lấy đồ ăn". Sau đó, quán này đã bị các nhân viên thực thi pháp luật ra lệnh đóng cửa và một số cơ sở hoạt động bị tạm giữ. Đến 1 giờ trưa hôm đó, phóng viên đến nhà hàng này một lần nữa thì thấy quán vẫn mở cửa và vẫn có nhiều người đến ăn.

## Ảnh hưởng
Sau khi vụ việc bị giới truyền thông phanh phui, nhà hàng của Thang Hậu Thổ đã bị chế giễu là "nhà hàng tốt nhất trong lịch sử". Hầu hết những người dân ở Trung Quốc khi biết chuyện này đều cho rằng hành vi của Thang Hậu Thổ hoàn toàn là trò nghịch ngợm, thực chất là ông ta giả vờ điên rồ, dại dột, mục đích là để trốn tránh sự kiểm tra của cơ quan thực thi pháp luật. Vì đối với một người mù luật lệ hay hơi giống chơi nghệ thuật trình diễn, quan trọng nhất là giảng giải luật lệ cho ông ấy nghe chứ không phải xử phạt nặng nhất. Sự xuất hiện của Trung Thái Chúng Nhân Khuyến Quy Quốc cũng thường được coi là một trò hề. Tuy vậy, bản chất của Trung Thái Chúng Nhân Khuyến Quy Quốc rất phù hợp với khái niệm vi quốc gia. Nghĩa là, mặc dù không có tư cách là một quốc gia có chủ quyền trong cộng đồng quốc tế, nhưng chủ thể này nghiêm túc coi mình là một quốc gia hợp pháp: như thiết kế quốc kỳ và quốc huy, thành lập chính phủ, phát hành tem, tiền tệ, cấp hộ chiếu, v.v. . Nhưng khác với chủ nghĩa ly khai hay phong trào dân tộc tự quyết, hầu hết các quốc gia này chỉ là nói chuyện trên giấy hoặc trên mạng Internet, chưa thành hiện thực được nên mọi người thường cho rằng số nước này chỉ là sản phẩm hư cấu.